# 日向岬

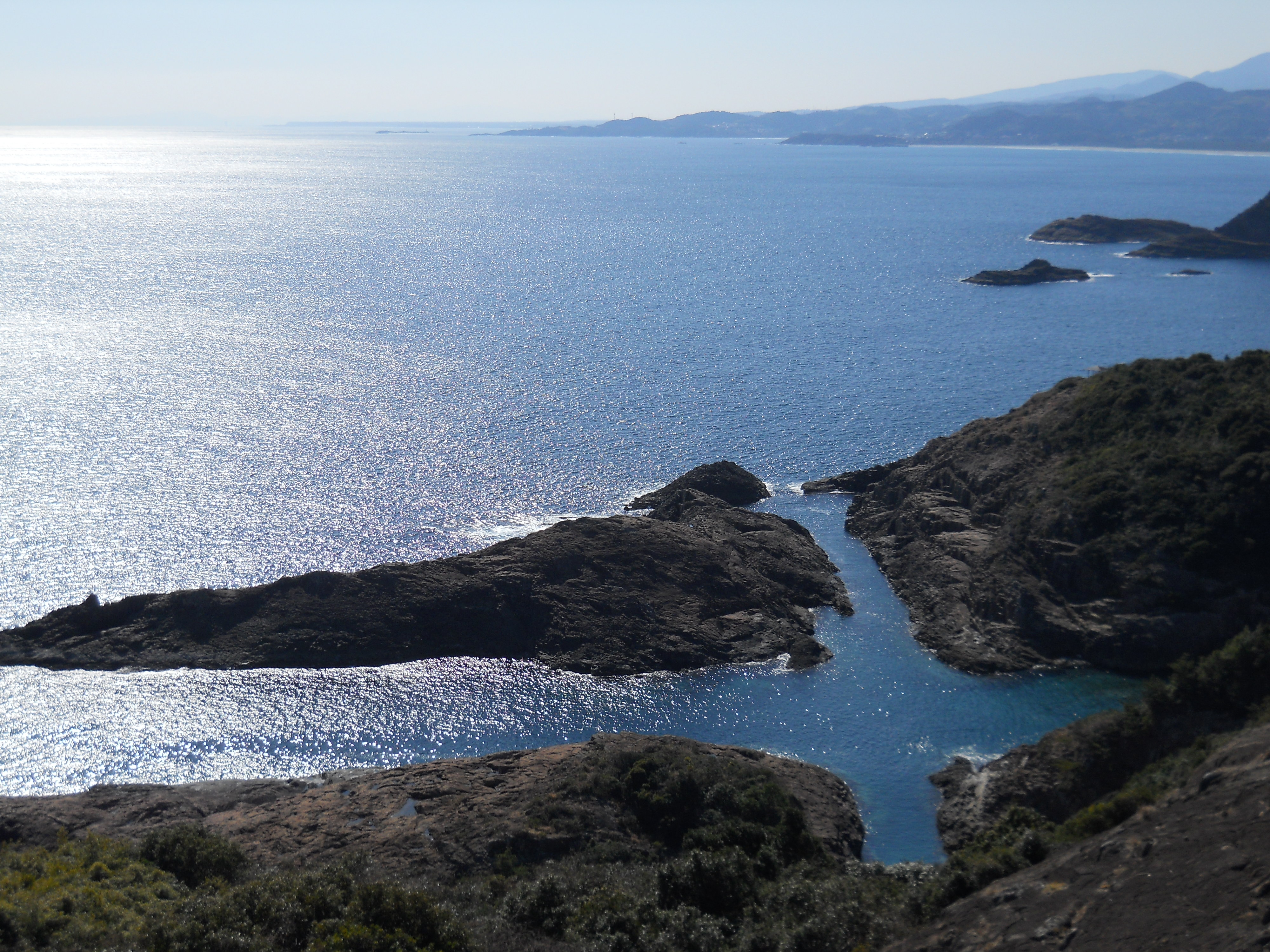

日向岬（日语：日向岬、ひゅうがみさき）是位於日本九州宮崎縣日向市海岸的一個觀光地。日向岬地處日豐海岸國定公園南端，其柱狀節理在2018年2月13日被列入天然記念物 。 

## 外部連結
- 日向市観光協会 （页面存档备份，存于）
- 日向市 （页面存档备份，存于）